# Santa Cruz Zacatzontetla
Santa Cruz Zacazontetla (Zacatzontetla) es un pueblo ubicado frente a la mojomonera, está ubicado en el municipio de XALOZTOC, rumbo al municipio de Tocatlán en el estado mexicano de Tlaxcala. Está poblada por 782 habitantes originarios del mismo municipio, esta colonia su festival o feria es el día 3 de mayo el día que se festeja la Santa Cruz, esta localidad contiene:
- 1 secundaria: Técnica N° 41.
- 1 primaria: Primaria Rural Federal "Benito Juárez".
- 1 jardín de niños: El jardín de niños "Xilozochilt"
- 1 cancha de fútbol semi-profesional

Esa colonia contiene 10 cuadras, y es una de las colonias más importantes del municipio Xaloztoc, también cuenta con mucha vegetación en tiempos de lluvias pero en el verano o cuando hace mucho calor carece de vegetación.
En la localidad hay 408 hombres y 350 mujeres. El ratio mujeres/hombres es de 0,858, y el índice de fecundidad es de 2.98 hijos por mujer. Del total de la población, el 5,67% proviene de fuera del Estado de Tlaxcala. El 4,88% de la población es analfabeta (el 2,45% de los hombres y el 7,71% de las mujeres). El grado de escolaridad es del 7.19 (7.48 en hombres y 6.87 en mujeres).
- Desempleo y economía en Santa Cruz Zacatzontetla

El 29,16% de la población mayor de 12 años está ocupada laboralmente (el 42,89% de los hombres y el 13,14% de las mujeres).
- Edades de los ciudadanos

Los ciudadanos se dividen en 350 menores de edad y 432 adultos, de cuales 53 tienen más de 60 años.